# Kap Framnæs
Das Kap Framnæs ist ein Kap an der Oskar-II.-Küste des Grahamlands auf der Antarktischen Halbinsel. Es markiert das nordöstliche Ende der Jason-Halbinsel.
Der norwegische Antarktisforscher Carl Anton Larsen entdeckte das Kap 1893 und benannte es deskriptiv (norwegisch framnes ‚vorspringende Landspitze‘). Larsen beschrieb die Formation als diejenige, die in der von ihm erkundeten Region am weitesten vom Festland nach Osten reicht.